# بویوک اوریات
بویوک اوریات (به لاتین: Böyük Oriyat) یک منطقه مسکونی در جمهوری آذربایجان است که در شهرستان نفت‌چاله واقع شده است.